# باشگاه فوتبال گاندزاسار کاپان
باشگاه فوتبال گاندزاسار کاپان (به ارمنی: Ֆուտբոլային Ակումբ Գանձասար Կապան) یک باشگاه فوتبال در شهر کاپان و در کشور ارمنستان می‌باشد که در لیگ برتر فوتبال ارمنستان بازی می‌کند.
این باشگاه در سال ۱۹۶۳ میلادی تأسیس شده‌است.
گاندزاسار سه بار در مسابقات لیگ برتر فوتبال ارمنستان به عنوان سومی دست پیدا کرده‌است.

## تاریخچه لیگ داخلی
| فصل     | لیگ برتر | لیگ برتر | لیگ برتر | لیگ برتر | لیگ برتر | لیگ برتر | لیگ برتر | لیگ برتر | لیگ برتر | جام استقلال ارمنستان           | برترین گلزن                      | برترین گلزن | مربی                                          |
| فصل     | دسته     | Pos.     | Pl.      | برد      | تساوی    | باخت     | گل زده   | گل خورده | امتیاز   | جام استقلال ارمنستان           | نام                              | لیگ برار    | مربی                                          |
| ------- | -------- | -------- | -------- | -------- | -------- | -------- | -------- | -------- | -------- | ------------------------------ | -------------------------------- | ----------- | --------------------------------------------- |
| ۲۰۰۶    | 1st      | 5ام      | 28       | 7        | 3        | 18       | 28       | 60       | 24       | یک چهارم نهایی                 | آرتور کوچاریان                   | 14          | آلبرت سارگسیان                                |
| ۲۰۰۷    | 1ام      | 5ام      | 28       | 11       | 6        | 11       | 35       | 31       | 39       | دور اول                        | آرتور کوچاریان                   | 8           | اس. بارسقیان آبراهام خاشمانیان سامول پتروسیان |
| ۲۰۰۸    | 1st      | ۳ام      | 28       | 13       | 8        | 7        | 39       | 27       | 47       | یک چهارم نهایی                 | آلکساندر پتروسیان                | 9           | سامول پتروسیان                                |
| ۲۰۰۹    | 1st      | 5ام      | 28       | 12       | 2        | 14       | 32       | 47       | 38       | ۲۰۰۹                           | آرسن آوتیسیان                    | 14          | سامول پتروسیان اس. گابریلیان                  |
| ۲۰۱۰    | 1st      | 6ام      | 28       | 8        | 3        | 17       | 24       | 45       | 27       | یک چهارم نهایی                 | آرتور کوچاریان                   | 8           | اس. گابریلیان آلبرت سارگسیان                  |
| ۲۰۱۱    | 1st      | ۲ام      | 28       | 12       | 10       | 6        | 31       | 16       | 46       | یک چهارم نهایی، یک چهارم نهایی |                                  |             | آبراهام خاشمانیان                             |
| 2012–13 | ۱۳–۲۰۱۲  | ۳ام      | 42       | 18       | 13       | 11       | 48       | 37       | 67       | نیم نهایی                      | دیه‌گو لومبا                      | 9           | آبراهام خاشمانیان اس. سارگسیان اس. آرزومانیان |
| ۲۰۱۳–۱۴ | ۱۴–۲۰۱۳  | 5ام      | 28       | 8        | 11       | 9        | 36       | 31       | 35       | نایب قهرمان                    | نارک بگلریان                     | 8           | اس. آرزومانیان جواد مردانی نژاد اس. پوچکوف    |
| ۲۰۱۴–۱۵ | ۱۵–۲۰۱۴  | 7ام      | 28       | 7        | 8        | 13       | 31       | 44       | 29       | یک چهارم نهایی                 | گقام هاروتیونیان واسیل پالاگنیوک | 6           | اس. پوچکوف جواد مردانی نژاد ای. بارسقیان      |
| 2015–16 | ۱۶–۲۰۱۵  | 4ام      | 28       | 11       | 12       | 5        | 35       | 27       | 45       | نیم نهایی                      | Atsamaz Burayev                  | 6           | ای. بارسقیان                                  |

## ورزشگاه

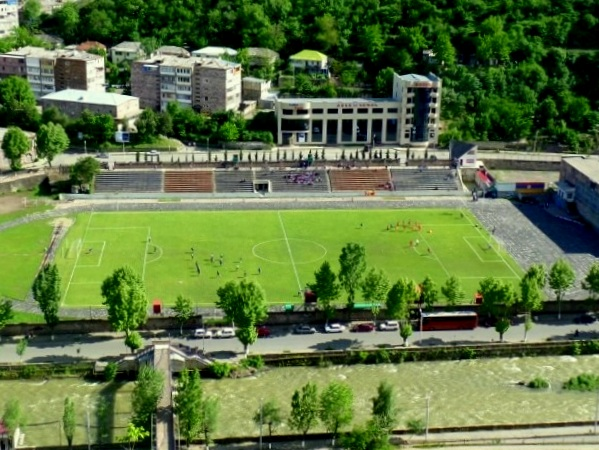
ورزشگاه گاندزاسار

این باشگاه بازی‌های خانگی خود در ورزشگاه گاندزاسار، که با نام «ورزشگاه شهر کاپان» شناخته می‌شود و گنجایش ۳۵۰۰ نفر را دارد برگزار می‌کند.

## نگارخانه
